# Orden al Mérito del Plan Nacional sobre Drogas
La Orden al Mérito del Plan Nacional sobre Drogas es una distinción civil española creada mediante el real decreto 2023/1995, de 22 de diciembre, disposición completada mediante la orden de 24 de enero de 1996 y la orden de 24 de octubre de 1997. Tiene por objeto recompensar a personas y entidades públicas o privadas, de España o el extranjero que destaquen por la relevancia de sus actividades, entrega, ejemplaridad social, eficacia real de las actividades llevadas a cabo a nivel preventivo, asistencial y reinserción en el ámbito de la problemática de las drogodependencias y de sus afectados. Esa condecoración también se concede a los miembros de las Fuerzas y Cuerpos de Seguridad y órganos y servicios competentes de España, por la realización de actuaciones de importancia o riesgo, solidaridad y dedicación constante en la prevención y control de la oferta o tráfico ilícito de drogas y estupefacientes o de los beneficios ilícitamente obtenidos por dicha actividad.

## Categorías del galardón
La Orden al Mérito del Plan Nacional sobre Drogas cuenta con las siguientes categorías: 
1. Medalla de Oro: Destinada a quienes «hayan destacado o destaquen por sus actividades de forma relevante o por la realización de actuaciones de especial significación y trascendencia, o que hayan implicado riesgo para su vida, tanto en el ámbito preventivo, asistencial y de reinserción como en el del control de la oferta o tráfico ilícito de drogas y estupefacientes y de sus consecuencias o beneficios ilícitamente obtenidos». La Medalla de Oro se concede por Orden del Ministro del Interior a propuesta del Delegado del Gobierno para el Plan Nacional sobre Drogas. En la propuesta se detallan las actividades, servicios o actuaciones se consideren fundamentales para dicha concesión. El nombramiento debe publicarse en el Boletín Oficial del Estado. Lleva anexo el tratamiento de Excelencia o Excelentísimo o Excelentísisma o Excelentísimo Señor o Excelentísima Señora.
2. Medalla de Plata: Se entrega a quienes «hayan realizado o realicen destacadas actividades con una entrega continuada y de dedicación constante y solidaria en los ámbitos antes mencionados, teniendo en cuenta la eficacia real obtenida de las mismas». Lleva anexo el tratamiento de Ilustrísimo o Ilustrísisma o Ilustrísimo Señor o Ilustrísima Señora.
3. Cruz Blanca: Tiene por objeto recompensar «las actuaciones en los ámbitos antes citados impliquen o hayan implicado ejemplaridad y significativa dedicación». Tanto la Medalla de Plata como la Cruz Blanca se concederán por resolución del Delegado del Gobierno para el Plan Nacional sobre Drogas a propuesta de cualquiera de los titulares de las Unidades orgánicas con rango de Subdirección General integradas en la Delegación del Gobierno para el Plan Nacional sobre Drogas. En uno y otro caso la resolución será publicada en el Boletín Oficial del Estado cuando la concesión se haga de forma colectiva a personas jurídicas,instituciones, servicios administrativos, o a grupos de funcionarios o de particulares. Lleva anexo el tratamiento de Ilustrísimo o Ilustrísima o Ilustrísimo Señor o Ilustrísima Señora.

## Insignias
- Medalla de Oro: Dorada brillante, es forma circular, un diámetro de 40 milímetros y un grosor de 2 milímetros. En su anverso se muestra una corona circular de color azul, con la inscripción "PNSD| |Al Mérito", dorado. En el interior lleva el escudo oficial de España, esmaltado en sus correspondientes colores. El reverso es liso y pulido, sin ningún tipo de esmaltes. En el mismo puede ir grabada la dedicatoria. Esta insignia se porta, a modo de corbata, de un cordón dorado.
- Medalla de Plata: Tiene las mismas características que la medalla de oro pero es de color plateado brillante. Se porta, a modo de corbata, de un cordón plateado.
- Cruz Blanca: Consiste en una cruz de cuatro brazos, terminados en aristas de 45 milímetros, que en su anverso se encuentra esmaltada en color blanco y fileteado de metal plateado; en el centro llevará un círculo de 20 milímetros de diámetro, en el cual aparecerá una corona circular de 2 milímetros de ancho, aproximadamente, esmaltada de azul con la inscripción "PNSD| |Al Mérito", en metal plateado; en el centro de dicha corona aparecerá el escudo de España, esmaltado en sus correspondientes colores sobre fondo blanco. Su reverso se encuentra pulido y liso y en él puede grabarse la dedicatoria. La Cruz Blanca pende de una cinta, de 30 milímetros de ancho, del mismo color, realizada en moiré y montada en un pasador de metal dorado.

Junto a estas insignias se entregan miniaturas para solapa, con las mismas características pero con un diámetro aproximado de 20 milímetros.

## Desposesión de distinciones
El agraciado con cualesquiera de las categorías que haya sido sentenciado por la comisión de un delito doloso o pública y notoriamente haya incurrido en actos contrario a las razones determinantes de la concesión de la distinción podrá, en virtud de expediente iniciado de oficio o por denuncia motivada, y con intervención del Fiscal de la Real Orden, ser desposeído del título correspondiente a la distinción concedida, decisión que corresponde a quien la otorgó.